# Cullera (Ribera Baixa)
Cullera és un municipi del País Valencià que es troba a la comarca de la Ribera Baixa.

## Història
Cullera ha estat habitada pels humans des de temps immemorials, com demostra el jaciment del Paleolític superior que hi ha a la cova del Volcà del Far; també hi ha testimonis del pas d'ibers i romans, al poblat ibèric de l'Alt del Fort, possiblement identificat amb l'oppidum de Sucro, i també al jaciment de la Illeta dels Pensaments, de l'època del Baix Imperi Romà i avui desaparegut, i tal vegada corresponent al Portus Sucronis del Geògraf de Ravenna.
El 1235, Jaume el Conqueridor fa un primer intent de conquistar-la però no serà fins al 1240, després de la signatura d'un pacte amb Zayyan ibn Mardanix, últim valí de València, en què el monarca cristià es comprometia a respectar les possessions musulmanes de Dénia i de Cullera, quan, de manera pacífica es produïsca la conquista.
El 1247, els moros de la comarca es revoltaren contra el poder reial i ocuparen la fortalesa, fet que va desencadenar que els expulsaren de la ribera del Xúquer. Un dels fets d'armes més rellevants de l'edat mitjana fou l'ocupació i presa de la fortalesa per Pere I de Castella en el decurs de la Guerra dels dos Peres; Pere el Cerimoniós va fer la promesa el 1336 i el 1340, que trencà en diferents ocasions, de no alienar el lloc; després d'una forta ajuda econòmica de la població a Martí l'Humà el 1402-1403, este rei va reconéixer diferents exempcions de drets reials a Cullera, i fins i tot la impossibilitat de fer-la tornar a les mans de senyors particulars; també el 1404, Maria de Luna, esposa de Martí l'Humà, promulgà les ordenances per les quals havia de regir-se el sistema electoral municipal, amb alguna interrupció, fins al final de l'època foral; des d'aleshores, segurament, Cullera envia procuradors a les corts de València. Els primers segles de l'edat moderna venen marcats per problemes socials com ara la revolta de les Germanies, la defensa davant dels successius monarques dels drets adquirits durant el regnat de Martí I o els diversos atacs de pirates el 1503, 1532, i 1550, que obligaren Felip II a fortificar la costa amb un conjunt de torres conegudes hui dia com a la torre Marenyet.
En la Guerra de Successió, Cullera va donar suport a l'arxiduc Carles i el lloc fou convertit en senyoriu per a la mare de l'austriacista Joan Baptista Basset i Ramos; després de ser ocupada pel duc de la Torre el 1707, Maria Lluïsa de Savoia el va oferir a Felip V d'Espanya com a senyoriu jurisdiccional, juntament amb l'Albufera; però les tensions amb el senyor del lloc pel pagament dels drets jurisdiccionals portaren la població a demanar la reincorporació a la corona. En el segle xix hi hagué a Cullera diversos enfrontaments entre constitucionals i absolutistes; ajuntaments de l'un i de l'altre signe se succeïren després de la Guerra del Francés; les guerres carlines propiciaren la formació de milícies de caràcter liberal; en l'aspecte socioeconòmic, els canvis liberals del segle xix portaren a l'establiment d'una important burgesia agrària, sorgida sovint d'elements més enriquits dels camperols autòctons; a l'economia agrària centrada en el blat, l'arròs i altres productes d'horta i de secà, als quals es referixen Cavanilles el 1795-1797 i Madoz el 1845-1850, seguirà una agricultura més comercial al voltant de la taronja i l'arròs; el projecte de construcció d'un port, concebut pel marqués de la Romana a final del xviii i que no es va dur a la pràctica, formava part de l'entusiasme pel comerç que el desenvolupament burgés arenava.
La importància de la classe assalariada i jornalera explica la difusió del socialisme i de l'anarquisme; la vaga d'inspiració anarquista del 1911, originaria a Cullera els esdeveniments més greus; durant la Guerra Civil espanyola, s'hi formarà una col·lectivitat ugetista, integradora dels petits propietaris, i una altra d'anarquista interessada en la socialització de tot el terme municipal; després de la guerra, la creació de l'Hermandad Sindical, que acull patrons agraris i jornalers, implica una manera de neutralització del moviment camperol i, fins i tot, una preocupació prioritària per les millores tècniques (plagues, camins) i pel desenvolupament de fórmules cooperativistes, molt intens a Cullera.

## Demografia i economia

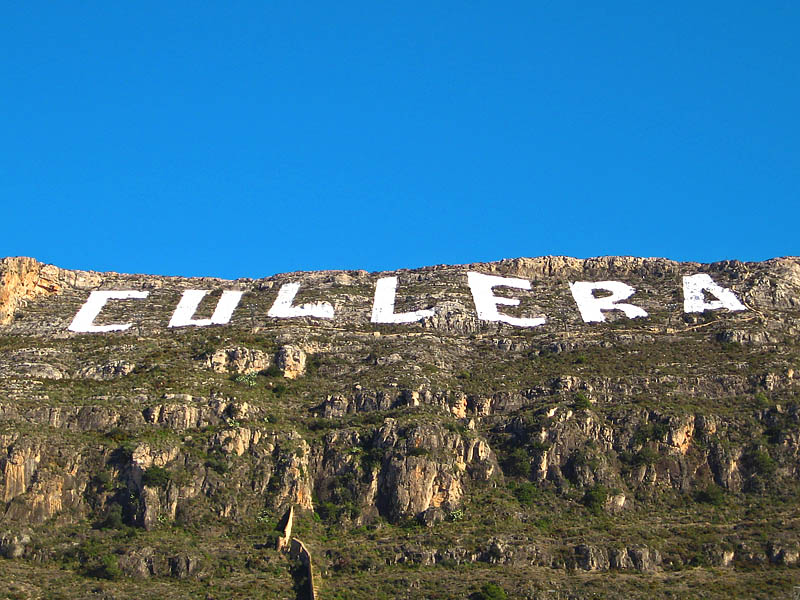
Lletres de Cullera a la muntanya de les Raboses

Juntament amb l'activitat pesquera (regulada per una confraria) i l'agrícola (horta, taronja, olivera i arròs), el motor econòmic més important prové del desenvolupament turístic encetat en els anys 60 del segle passat, amb l'arribada massiva de turistes francesos, madrilenys i estiuejants valencians en general. El turisme ha fet florir activitats relacionades amb els serveis i ha transformat l'estructura social i urbana de la població.
La seua economia basada tradicionalment en l'agricultura (cultius d'arròs i tarongers) i en la pesca ha anat cedint terreny en favor d'un important desenvolupament turístic tant a escala nacional com internacional.
En els anys 60, amb el boom turístic, portat per l'especulació urbanística, bona part de la població es va dedicar al sector de la construcció (obra, ebenisteria, lampisteria, etc.). Una volta es va acabar eixe auge, la ciutat va entrar en un període de decadència, al qual es van sumar diversos factors: la manca de previsió de les autoritats va fer que el turisme de capital econòmic es decantara per unes altres zones; el baix benefici que s'extrau de la rica horta va fer que molts camps s'abandonaren (problema generalitzat en la major part de l'estat); es va deixar de construir i es va dirigir l'economia a un turisme que no era capaç d'alimentar tota la població.
Per a molts, la solució passa per una reconversió industrial promesa moltes vegades; per a uns altres, cal un altre boom especulatiu que done renom a Cullera i, principalment, realce el preu del sòl. Un sòl que durant dècades ha anat quedant cada vegada en menys mans; unes mans que, amb afany de lucre, han frenat el creixement normal d'un poble al qual no li ha quedat una altra alternativa que eixir cada dia en busca de faena a les localitats circumdants.
El turisme ha modificat l'estructura urbana amb la creació de nous nuclis de població: Mareny de Sant Llorenç, Far, Cap Blanc, L'Estany, El Marenyet i el Dosser. El 2005 s'hi registraren 23.261 habitants, de gentilici cullerans, culleranes.
| 1990   | 1992   | 1994   | 1996   | 1998   | 2000   | 2002   | 2004   | 2005   | 2007   | 2009   | 2012   | 2016   |
| 20.927 | 20.336 | 20.663 | 20.595 | 20.397 | 20.663 | 20.622 | 22.544 | 23.261 | 23.406 | 24.500 | 22.736 | 22.139 |

## Geografia

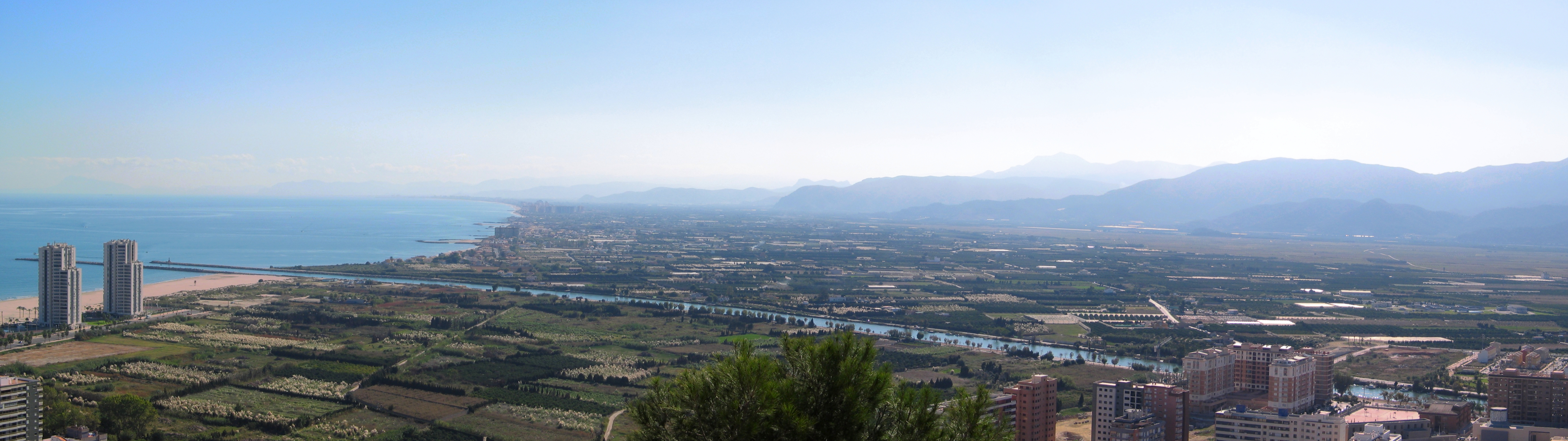
Panoràmica de Cullera

L'extensa planícia que conforma el terme, de 53,4 km², està regada pel Xúquer, que hi desemboca i que, juntament amb la muntanya, amb penya-segats, coves i barrancs, la marjal, els 15 km de platges, les zones humides —que es troben incloses en el Parc Natural de l'Albufera de València— i al seu ZEPA, representades per la bassa de Sant Llorenç. Altres zones humides al sud de Cullera són especialment l'Estany Gran de Cullera, la zona semipantanosa del Brosquil i les marjals, i els camps de cultiu, conformen la gran riquesa paisatgística de Cullera, que podem conéixer utilitzant les diferents rutes que s'hi han establert a l'efecte: ruta de la Bassa de Sant Llorenç, ruta de la senda de l'alt del Fort, ruta de l'Estany, ruta de la Lloma, ruta del riu Xúquer i l'Assut. A les seues costes, hi ha un illot conegut com a Escull del Moro.

### Barris i pedanies

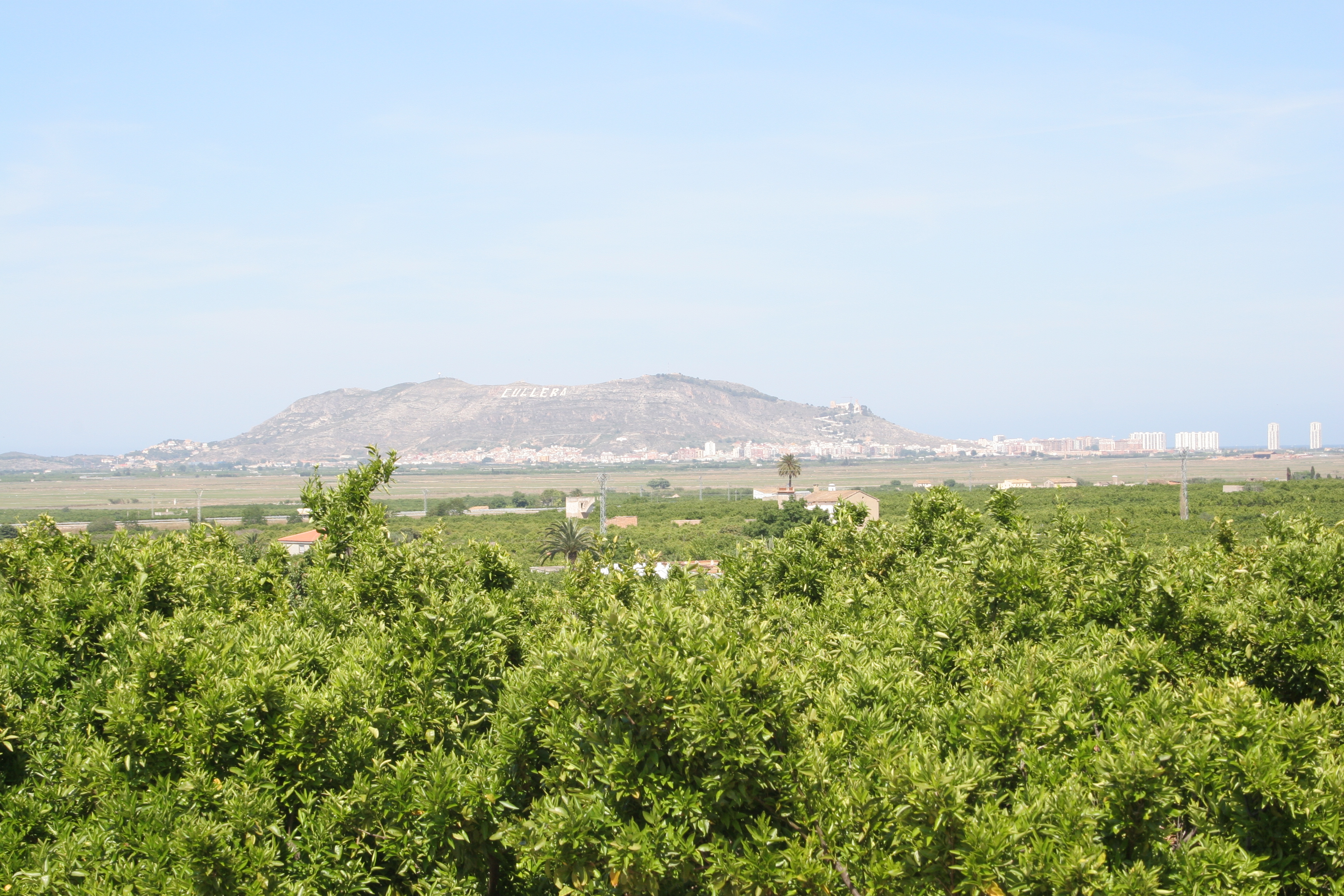
Muntanya de Cullera

Al terme municipal de Cullera s'ubiquen els següents nuclis de població:
- El Brosquil
- El Dossel
- El Far
- El Mareny de Sant Llorenç
- El Marenyet
- El Port
- El Racó de Santa Marta
- El Raval de Sant Agustí
- La Bega
- La Vila
- L'Estany
- Sant Antoni de la Mar
- El Bulevar del Xúquer

### Localitats limítrofes
- Corbera
- Favara
- Fortaleny
- Llaurí
- Sueca
- Tavernes de la Valldigna

### Platges
- Platja de Cap Blanc
- Platja del Brosquil
- Platja del Dosser
- Platja de l'Escullera
- Platja de les Oliveres
- Platja de l'Estany
- Platja del Far
- Platja del Racó

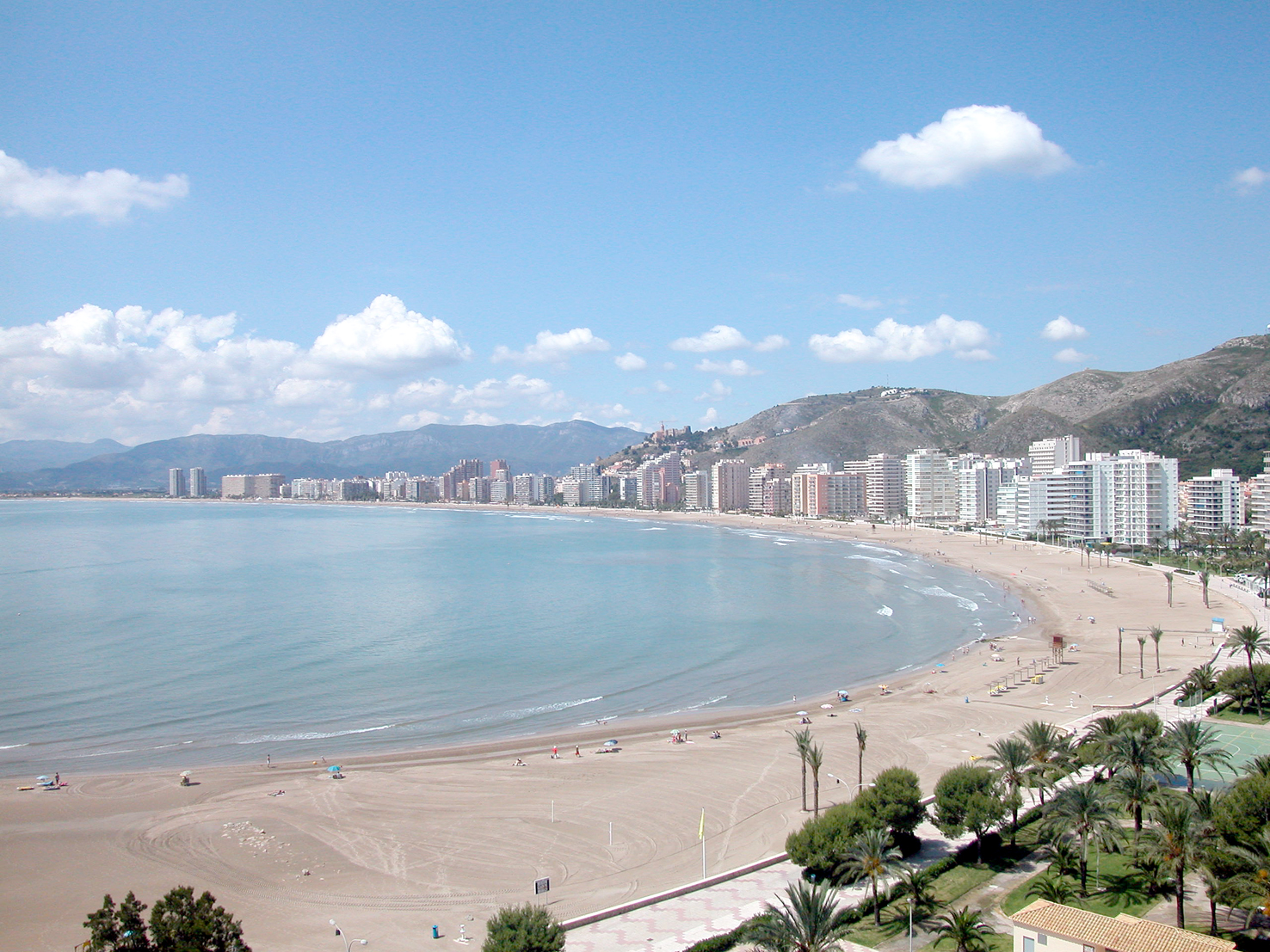
Badia de Cullera

- Platja del Mareny de Sant Llorenç (naturista)
- Platja del Marenyet
- Platja de Sant Antoni

## Patrimoni historicoartístic
El nucli urbà s'estén al redós del Munt de l'Or, entre el riu i la mar. Inclou diferents museus: Història i Arqueologia, Faller i d'altres que citarem en parlar del patrimoni cullerà, que és el següent:
- Abric Lambert. Forma part de la llista d'abrics i coves de la província de València inclosos per la UNESCO en l'art rupestre de l'arc mediterrani de la península Ibèrica declarat Patrimoni de la Humanitat[5]
- El castell. Edificat pels àrabs sobre ruïnes iberes i romanes, constituïx l'element més significatiu del patrimoni local i l'estampa cullerenca per antonomàsia, que es completa amb el santuari dedicat a la Moreneta, patrona de Cullera.
- Barri del Pou. També conegut com el raval del Mar o Santa Anna i Sant Jaume. Antic barri de pescadors que conserva encara algunes barraques i petits taulells amb motius d'inspiració marinera.
- Església de la Sang de Crist. Bastida el 1614 sobre una ermita medieval.
- Església dels Sants Joans. Neoclàssica, del segle xvii. Bastida sobre una altra dels segles XIII-XIV, de què es conserva una capella.
- El calvari. Segle XIX.
- Torre del Marenyet. Alberga un petit museu dels costums dels soldats de l'època en què era torre defensiva.
- El Mercat. Modernista, aixecat entre 1899 i 1903 per l'arquitecte Lluís Ferreres.
- El Fort. Fortificació construïda en època carlista.
- Muralles. Construïdes el 1553, de forma pentagonal. Es varen construir per a defendre's dels atacs del pirates barbarescos.
- Torre de Santa Anna (BIC 1949), torre d'origen musulmà.
- Creu de terme, Bé d'interès cultural que té Cullera.
- Ermita dels Sants de la Pedra. Alberga el Museu de l'Arròs.
- Ermita de Sant Vicent Ferrer. Segle XIX.
- Ermita de Santa Anna. Segle XVII. Annexa a la torre homònima, inicialment torre de la Reina Mora, que era una de les portes d'accés al recinte musulmà.
- Ermita de Los Navarros. Segle XIX.
- Escut heràldic. Bé d'interès cultural que té Cullera.
- Ermita de Santa Marta. Segle XIV. No en romanen més que unes quantes restes.
- Ermita de Sant Llorenç. Segle XVI. Conserva un esplèndid retaule xorigueresc.

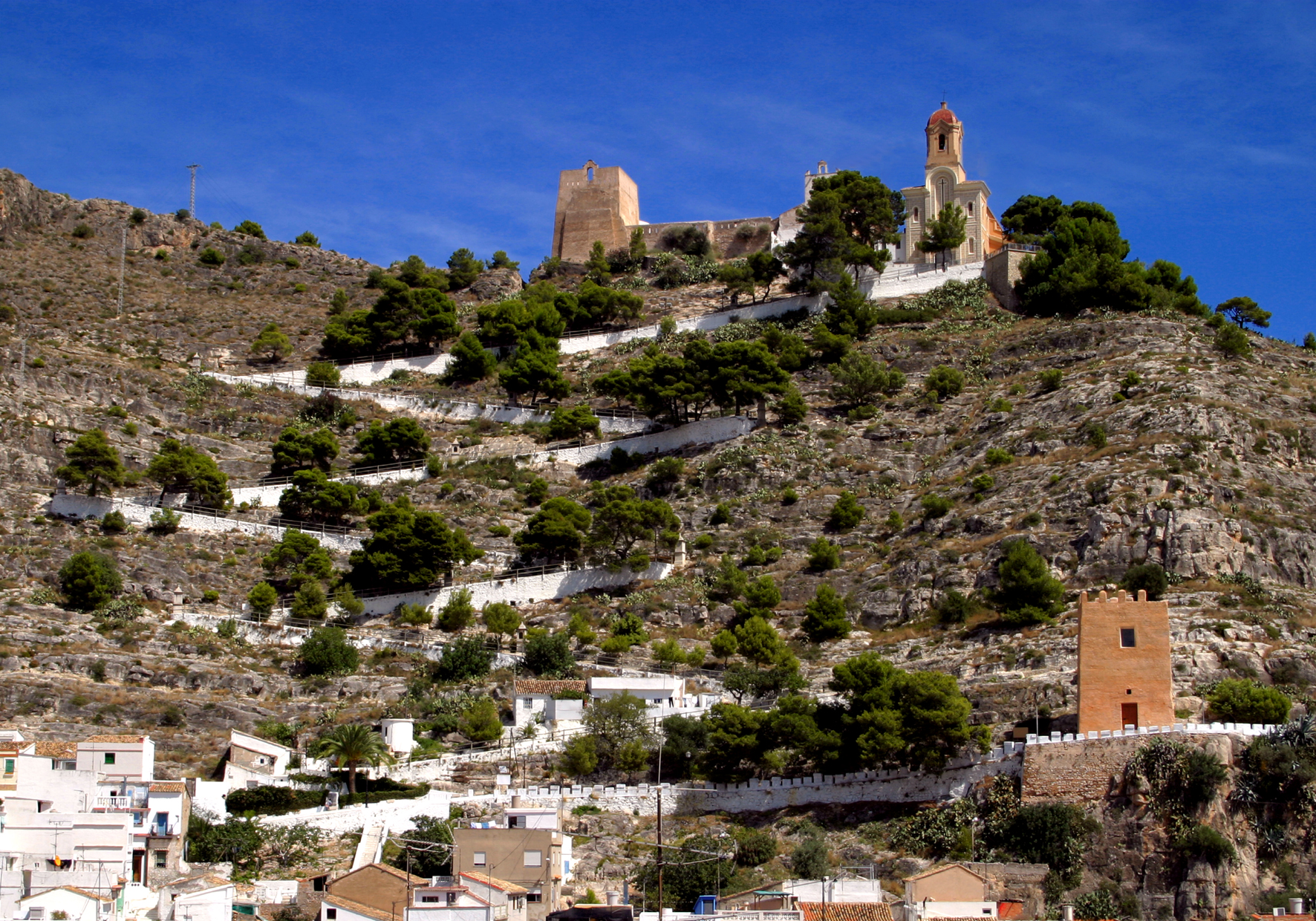
Castell de Cullera
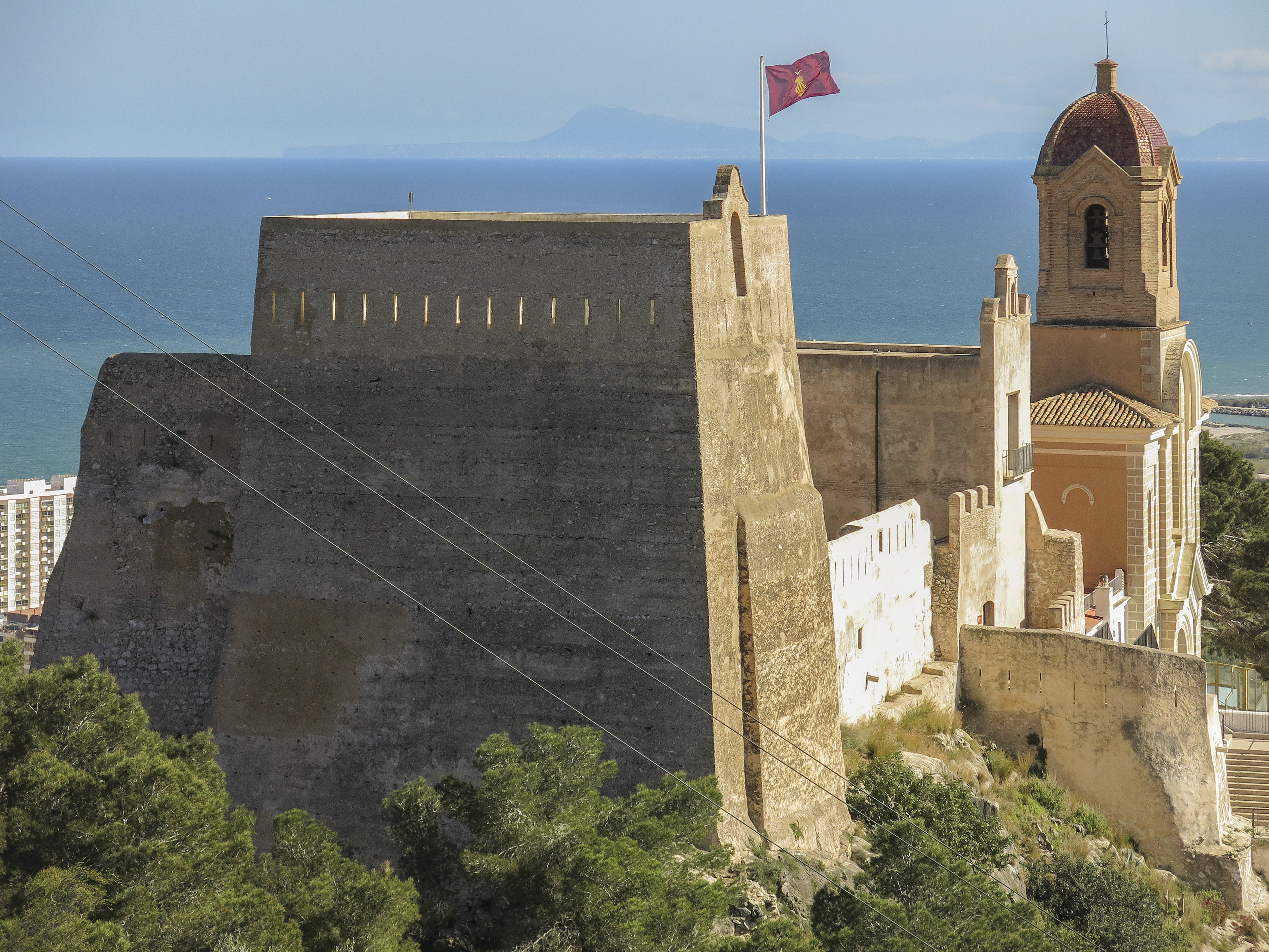
Castell de Cullera des de dalt
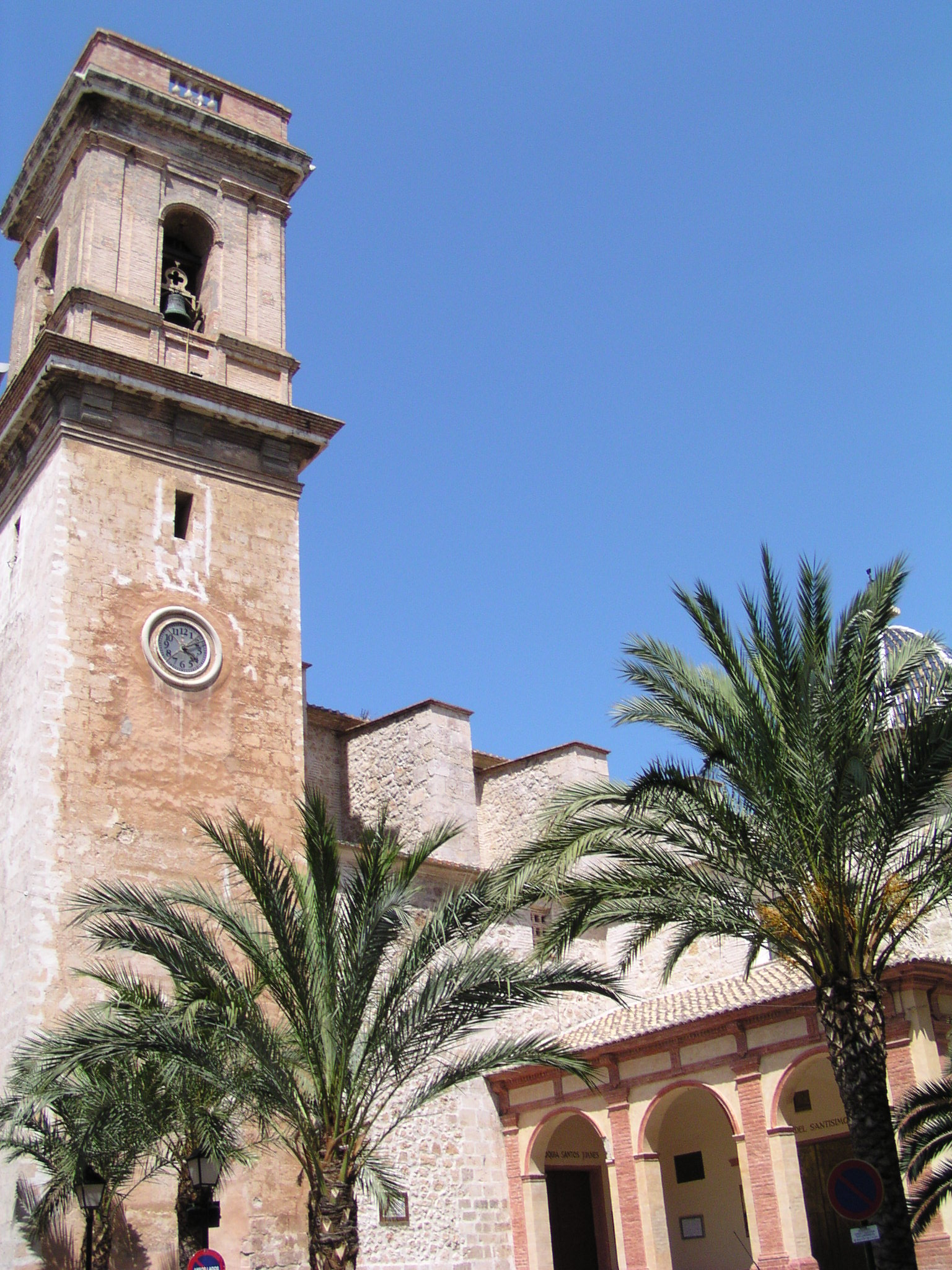
Església dels Sants Joans
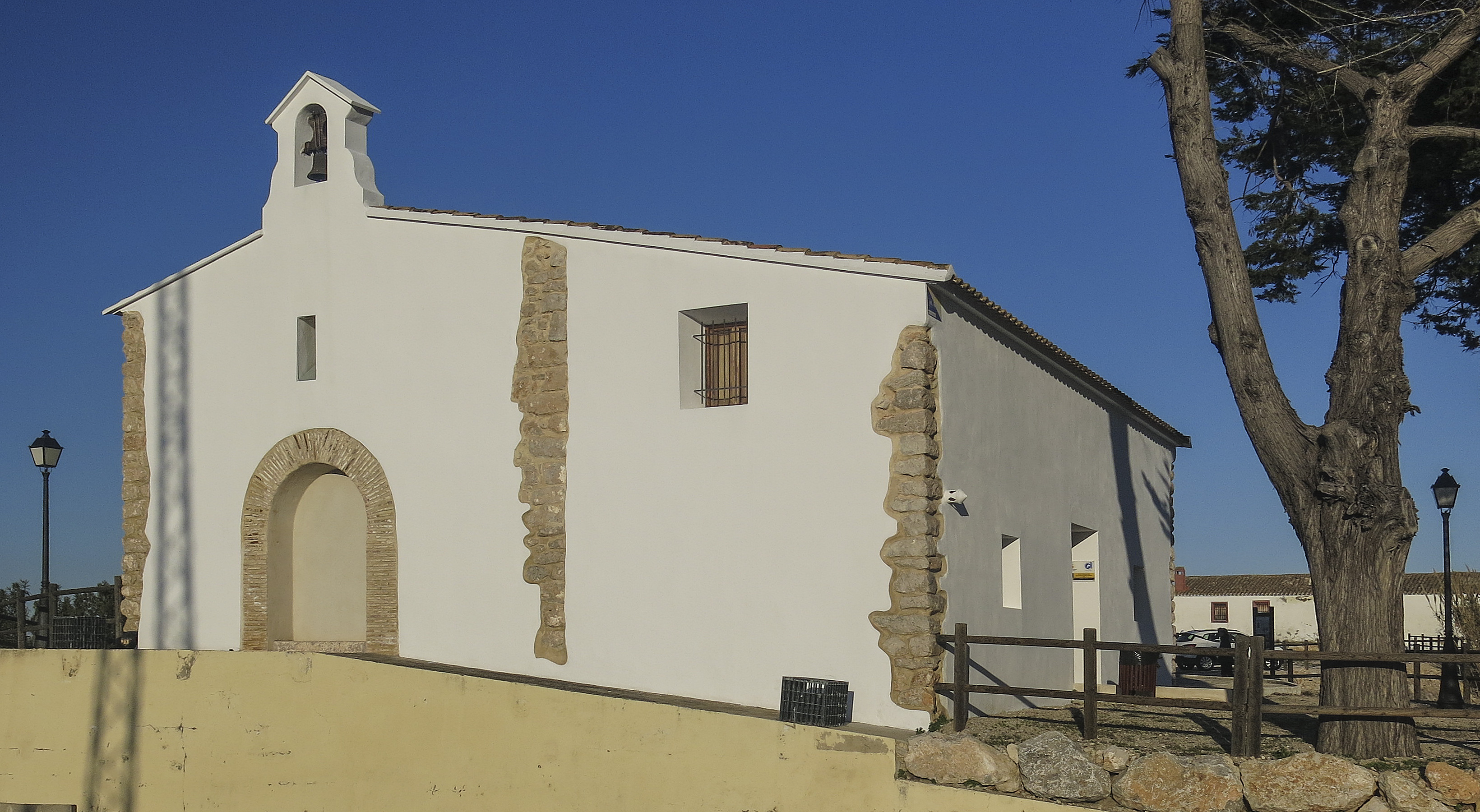
Ermita de Sant Llorenç
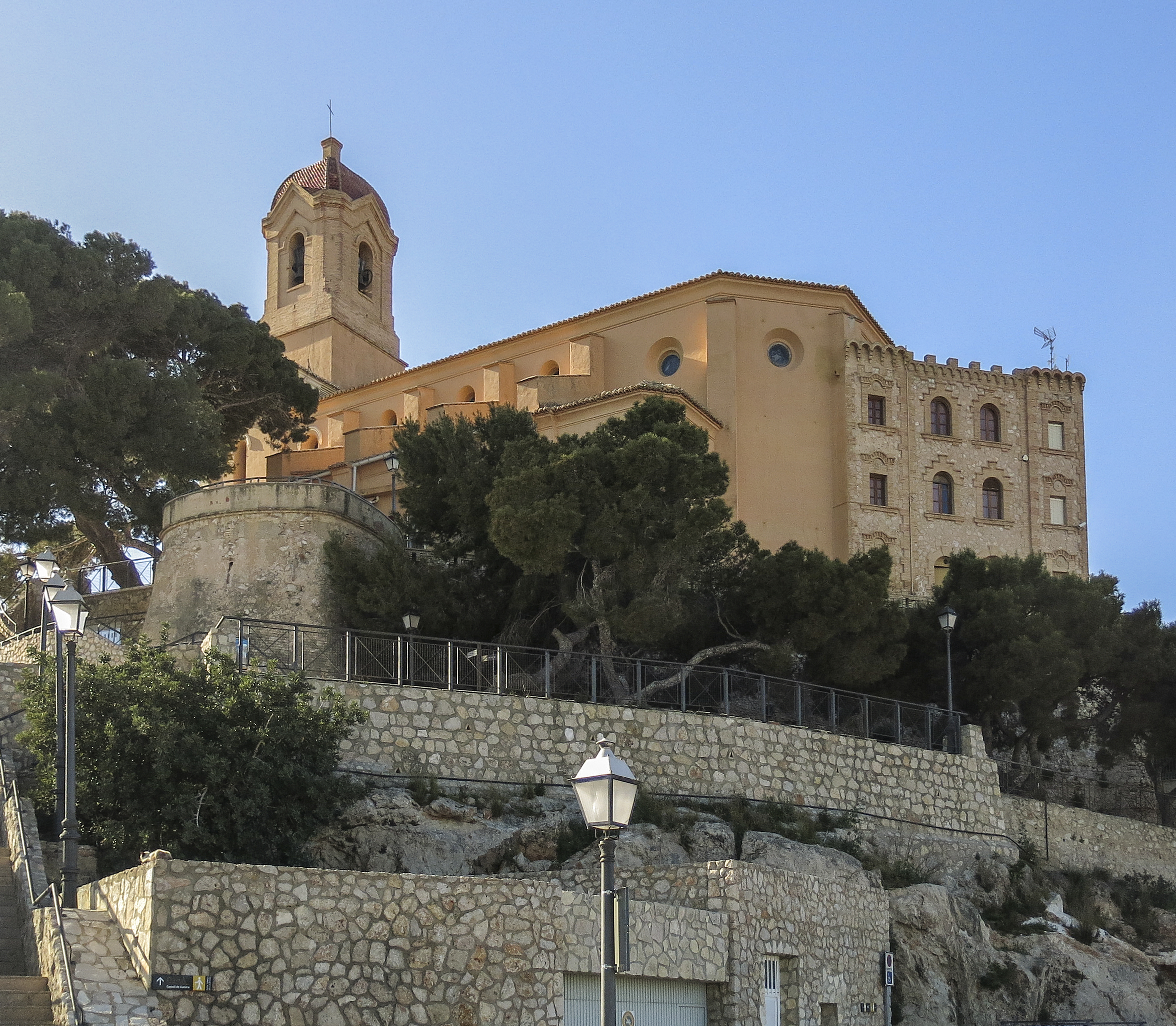
Santuari de la Mare de Déu del Castell
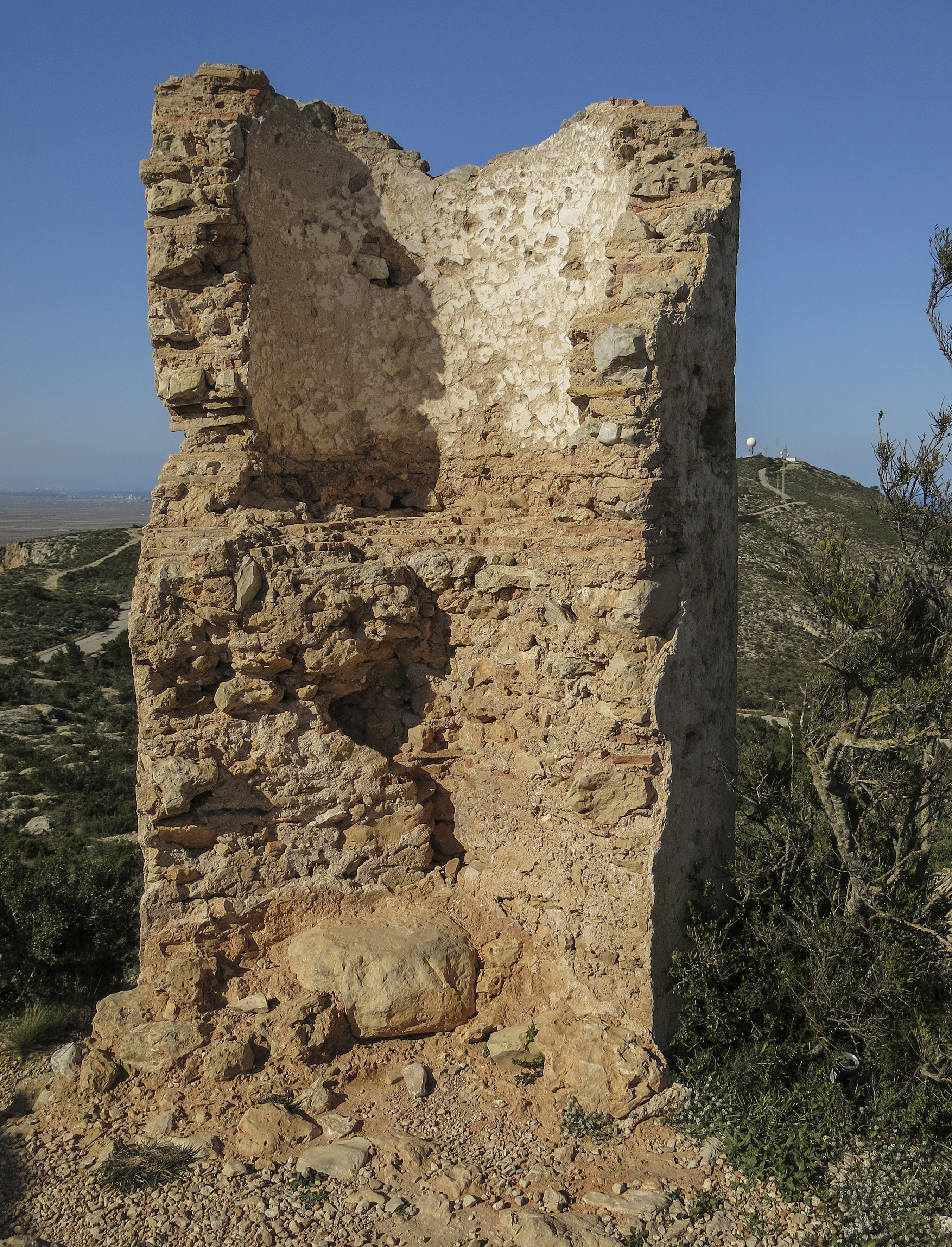
El Fort, Muntanya de les Raboses
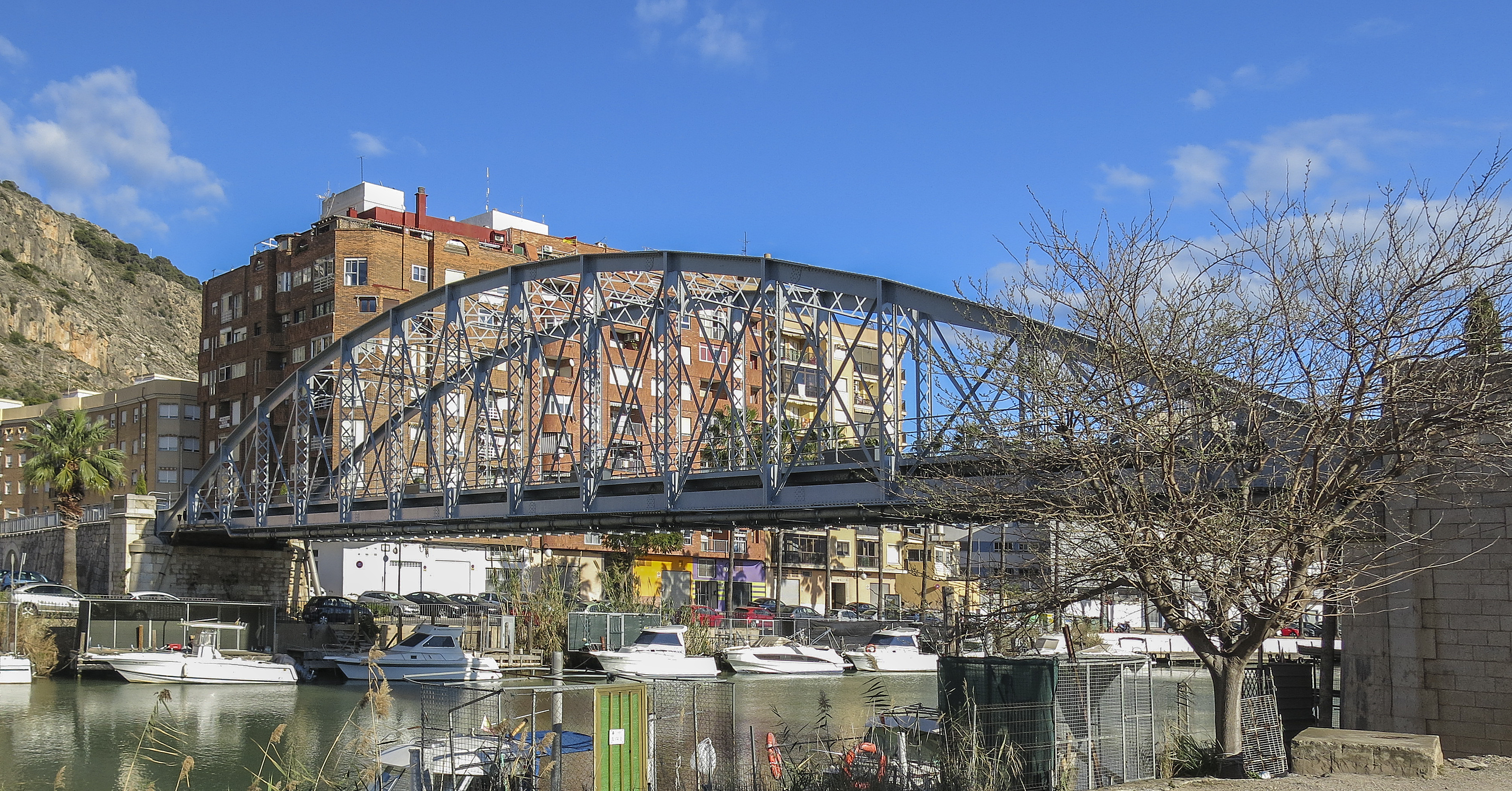
Pont damunt del riu Xúquer

## Museus
- Museu d'Història i Arqueologia. Col·lecció de les restes prehistòriques trobades en el terme municipal, amb ceràmiques, monedes i àmfores de procedència grega, romana i d'altres. Biblioteca d'Història i Arqueologia.
- Museu de l'Arròs. Museu temàtic situat a l'ermita dels Sants de la Pedra i que conté els ferraments per al cultiu de l'arròs, de valor etnològic.
- Torre del Marenyet. La torre està musealitzada, incloent-hi una exposició permanent sobre la seua funció històrica de torre de vigilància i defensa.
- Torre de la Reina Mora. Alberga una exposició sobre les funcions de la torre, tant com a ermita com de torre de vigilància.
- Cova del Pirata Dragut. Alberga una exposició temàtica sobre la pirateria mediterrània durant el segle xvi. L'assalt de Dragut és el centre argumental del recorregut que s'inicia amb un diorama que mostra la vila de Cullera el 1550.

## Gastronomia
Com a poble tributari de l'Albufera que és, la seua gastronomia presenta els guisats amb anguila, all-i-pebre, espardenyà, etc. Arrossos, fideuà, suc de peix i sarsuela de peix, entre d'altres, completen una oferta culinària de caràcter marcadament mediterrani.

## Política i govern

### Corporació municipal
El Ple de l'Ajuntament està format per 21 regidors. En les eleccions municipals de 26 de maig de 2019 foren elegits 14 regidors del Partit Socialista del País Valencià (PSPV-PSOE), 3 del Partit Popular (PP), 2 de Compromís per Cullera (Compromís) i 2 de Ciutadans - Partit de la Ciutadania (Cs).
| Eleccions municipals de 26 de maig de 2019 - Cullera |                                          |                                     |                                     |         |          |          |
| Candidatura | Candidatura                              | Candidatura                         | Cap de llista                       | Vots    | Vots     | Regidors |
| | Partit Socialista del País Valencià-PSOE |                                     | Jordi Mayor Vallet                  | 6.723   | 63,56%   | 14 (+4)  |
| | Partit Popular                           |                                     | Juan José Grau Olivert              | 1.377   | 13,02%   | 3 (-2)   |
| | Compromís per Cullera                    |                                     | Hugo Isaac Font Lafarga             | 1.108   | 10,47%   | 2 (-1)   |
| | Ciutadans - Partit de la Ciutadania      |                                     | José Palacios Rafael-de la Cruz     | 1.012   | 9,57%    | 2 (+1)   |
| | Altres candidatures                      |                                     |                                     | 258     | 2,44%    | 0 ( -2)  |
| | Vots en blanc                            |                                     |                                     | 100     | 0,95%    |          |
| Total vots vàlids i regidors | Total vots vàlids i regidors             | Total vots vàlids i regidors        | Total vots vàlids i regidors        | 10.578  | 100 %    | 21       |
| | Vots nuls                                | Vots nuls                           | Vots nuls                           | 165     | 1,54%    |          |
| Participació (vots vàlids més nuls) | Participació (vots vàlids més nuls)      | Participació (vots vàlids més nuls) | Participació (vots vàlids més nuls) | 10.743  | 65,88%** |          |
| Abstenció | Abstenció                                | Abstenció                           | Abstenció                           | 5.563*  | 34,12%** |          |
| Total cens electoral | Total cens electoral                     | Total cens electoral                | Total cens electoral                | 16.306* | 100 %**  |          |
| Alcalde: Jordi Mayor Vallet (PSPV) (15/06/2019) Per majoria absoluta dels vots dels regidors (14 de PSPV)                                                  |                                          |                                     |                                     |         |          |          |
| Fonts: Ministeri de l'Interior, Junta Electoral de Zona de Sueca, Periòdic Ara. (* No són vots sinó electors. ** Percentatge respecte del cens electoral.) |                                          |                                     |                                     |         |          |          |

### Alcaldes
Des de 2015, l'alcalde de Cullera és Jordi Mayor Vallet, de PSPV-PSOE.
| Període                       | Alcalde o alcaldessa                    | Partit polític | Data de possessió     | Observacions                      |
| ----------------------------- | --------------------------------------- | -------------- | --------------------- | --------------------------------- |
| 1979–1983                     | Enrique Chulio Peris                    | PSPV-PSOE      | 19/04/1979            | --                                |
| 1983–1987                     | Enrique Chulio Peris                    | PSPV-PSOE      | 28/05/1983            | --                                |
| 1987–1991                     | Juan Alfredo Martínez Naya              | UV             | 30/06/1987            | --                                |
| 1991–1995                     | José Alandete Català                    | PSPV-PSOE      | 15/06/1991            | --                                |
| 1995–1999                     | Carlos Joaquín Moreno García            | UV-CCV         | 17/06/1995            | --                                |
| 1999–2003                     | Ernesto Sanjuán Martínez Joan Grau Grau | PP PSPV-PSOE   | 03/07/1999 25/06/2001 | Moció de censura PSPV +1 GM + APC |
| 2003–2007                     | Ernesto Sanjuán Martínez                | PP             | 14/06/2003            | --                                |
| 2007–2011                     | Ernesto Sanjuán Martínez                | PP             | 16/06/2007            | --                                |
| 2011–2015                     | Ernesto Sanjuán Martínez                | PP             | 11/06/2011            | --                                |
| 2015–2019                     | Jordi Mayor Vallet                      | PSPV-PSOE      | 13/06/2015            | --                                |
| 2019-2023                     | Jordi Mayor Vallet                      | PSPV-PSOE      | 15/06/2019            | --                                |
| Des de 2023                   | Jordi Mayor Vallet                      | PSPV-PSOE      | 17/06/2023            | --                                |
| Fonts: Generalitat Valenciana |                                         |                |                       |                                   |

## Personatges destacats
- José Alemany y Bolufer (Cullera, 1866 - Madrid, 1934), filòleg, hel·lenista, lexicògraf i traductor, acadèmic de la Reial Acadèmia de la Història.
- Joan Olivert Serra (Cullera, 1888 - Madrid, 1949), pioner de l'aviació, va realitzar el primer vol motoritzat a l'Estat espanyol.
- Rafael Talens Pelló (Cullera, 1933 - Madrid, 2012), compositor i pedagog musical.
- Joan Piris i Frígola (Cullera, 1939), bisbe de Menorca i de Lleida.
- Joaquim Bosch Grau (Cullera, 1965), magistrat i jurista, portaveu de l'organització Jutges per a la Democràcia.

## Festes

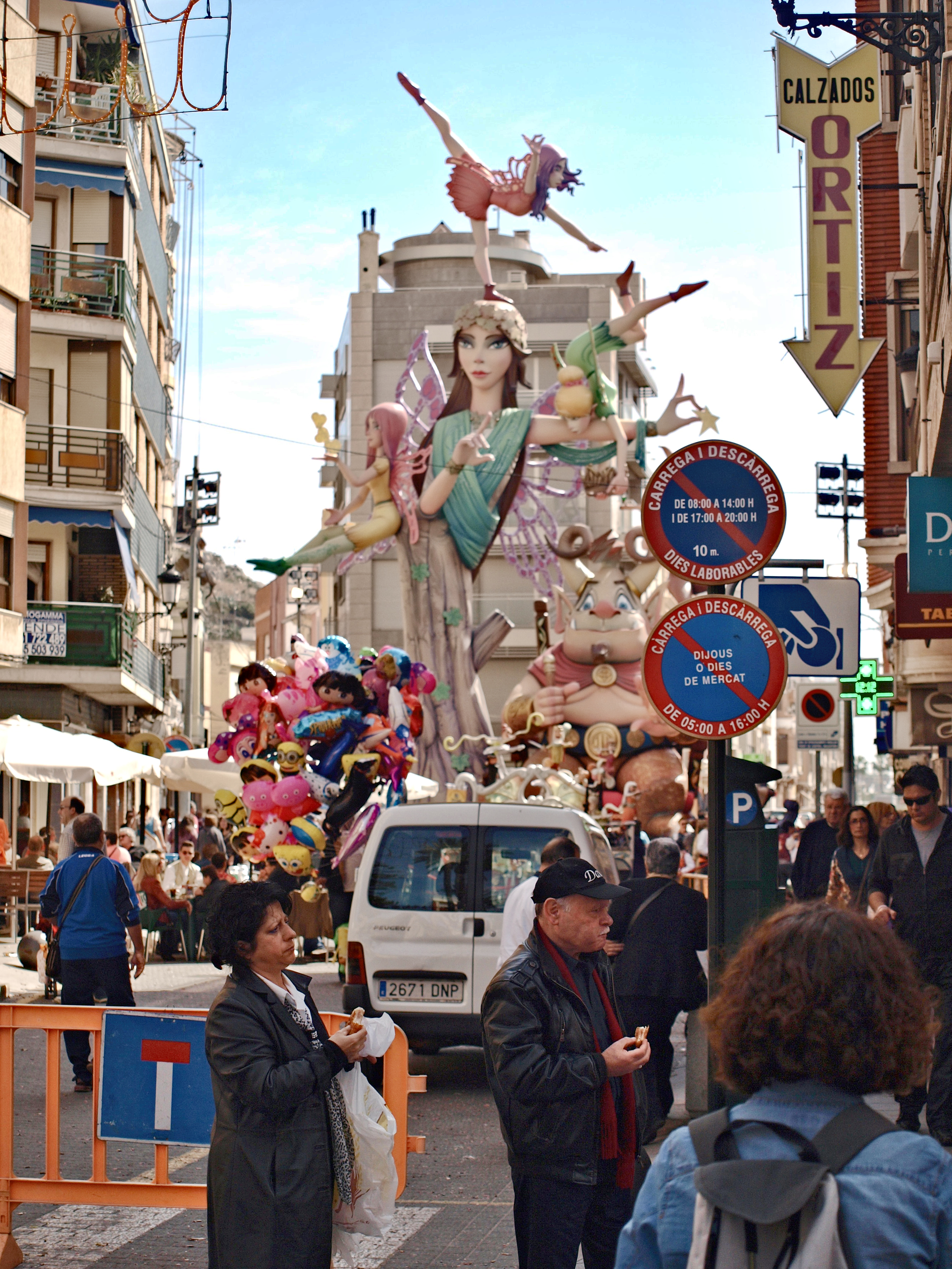
Falla de la plaça La Taüt (2014)

| Dates                   | Festa                   | Descripció                                                         |
| ----------------------- | ----------------------- | ------------------------------------------------------------------ |
| 17 de gener             | Sant Antoni del Porquet | fogueres i benedicció d'animals                                    |
| 15 a 19 de març         | Falles                  | quinze comissions, actes culturals durant la resta de l'any, xifli |
| Dijous i Divendres Sant | Setmana Santa           | processons, via crucis, etc.                                       |
| abril                   | Festes Patronals        | aurores, bous, concerts i processons                               |
| 23 de juny              | Nit de Sant Joan        | fogueres a la mar i concert al Raconet                             |
| 16 de juliol            | Mare de Déu del Carme   | festa dels mariners                                                |
| juliol                  | Oktoberfest             | fira de la cervesa i la gastronomia d'Alemanya                     |
| agost                   | Medusa Sunbeach         | festival de música internacional                                   |
| 4 d'octubre             | Sant Francesc d'Assís   | festes del barri                                                   |
| 9 d'octubre             | Dia del País Valencià   | balls populars i commemoració institucional                        |
| 22 de novembre          | Santa Cecília           | festa dels músics                                                  |
| 23 de desembre          | La Murga del Burro      | cercavila de cançons satíriques                                    |